# Tour der australischen Rugby-Union-Nationalmannschaft nach Neuseeland 1955
| Tour der Wallabies nach Neuseeland 1955 | Tour der Wallabies nach Neuseeland 1955 | Tour der Wallabies nach Neuseeland 1955 | Tour der Wallabies nach Neuseeland 1955 | Tour der Wallabies nach Neuseeland 1955 |
| Übersicht                               | S                                       | G                                       | U                                       | N                                       |
| --------------------------------------- | --------------------------------------- | --------------------------------------- | --------------------------------------- | --------------------------------------- |
| Test Matches                            | 03                                      | 01                                      | 0                                       | 2                                       |
| Sonstige Spiele                         | 10                                      | 09                                      | 0                                       | 1                                       |
| Gesamt                                  | 13                                      | 10                                      | 0                                       | 3                                       |
|                                         |                                         |                                         |                                         |                                         |
| Neuseeland                              | 03                                      | 01                                      | 0                                       | 2                                       |

Die Tour der australischen Rugby-Union-Nationalmannschaft nach Neuseeland 1955 umfasste eine Reihe von Freundschaftsspielen der Wallabies, der Nationalmannschaft Australiens in der Sportart Rugby Union. Das Team reiste im August und September 1955 durch Neuseeland. Es bestritt 13 Spiele, darunter drei Test Matches gegen die All Blacks. Es resultierten ein Sieg und zwei Niederlagen, wodurch Neuseeland den Bledisloe Cup verteidigen konnte. In den übrigen Spielen mussten die Australier eine weitere Niederlage hinnehmen.

## Spielplan
- Hintergrundfarbe grün = Sieg
- Hintergrundfarbe rot = Niederlage

(Test Matches sind grau unterlegt; Ergebnisse aus der Sicht Australiens)
| #  | Datum              | Gegner                                                | Ort          | Stadion            | Ergebnis |
| -- | ------------------ | ----------------------------------------------------- | ------------ | ------------------ | -------- |
| 01 | 06. August 1955    | Bay of Plenty & Thames Valley Rugby Football Union    | Te Aroha     |                    | 14:9     |
| 02 | 10. August 1955    | East Coast & Poverty Bay Rugby Football Union         | Gisborne     |                    | 15:6     |
| 03 | 13. August 1955    | Hawke’s Bay Rugby Union                               | Napier       |                    | 11:14    |
| 04 | 17. August 1955    | Bush & Wairarapa Rugby Football Union                 | Pahiatua     |                    | 22:17    |
| 05 | 20. August 1955    | Neuseeland                                            | Wellington   | Athletic Park      | 8:16     |
| 06 | 24. August 1955    | Golden Bay-Motueka & Marlborough & Nelson Rugby Union | Motueka      |                    | 41:6     |
| 07 | 27. August 1955    | Buller & West Coast                                   | Greymouth    |                    | 6:3      |
| 08 | 31. August 1955    | Hanan Shield Districts                                | Oamaru       |                    | 19:3     |
| 09 | 03. September 1955 | Neuseeland                                            | Dunedin      | Carisbrook         | 0:8      |
| 10 | 07. September 1955 | Southland Rugby Football Union                        | Invercargill | Rugby Park Stadium | 11:5     |
| 11 | 10. September 1955 | Canterbury Rugby Union                                | Christchurch | Lancaster Park     | 19:8     |
| 12 | 14. September 1955 | King Country & Wanganui Rugby Football Union          | Wanganui     |                    | 33:8     |
| 13 | 17. September 1955 | Neuseeland                                            | Auckland     | Eden Park          | 8:3      |

## Test Matches
| 20. August 1955 | Neuseeland                                                                   | 16 : 8         | Australien                                               | Athletic Park, Wellington Zuschauer: 37.000 Schiedsrichter: Francis Parkinson (Neuseeland) |
| 20. August 1955 | Versuche: Clark Jarden Vodanovich Erhöhungen: Jarden (2) Straftritte: Jarden | (10:8) Bericht | Versuche: Jones Erhöhungen: Tooth Straftritte: Stapleton | Athletic Park, Wellington Zuschauer: 37.000 Schiedsrichter: Francis Parkinson (Neuseeland) |

Aufstellungen:
- Neuseeland: Robin Archer, Peter Burke, Bill Clark, Ian Clarke , Allan Elsom, Ronald Hemi, Peter Hilton-Jones, Mark Irwin, Ron Jarden, Ross Smith, Kevin Stuart, Lindsay Townsend, Ivan Vodanovich, Pat Walsh, Richard White
- Australien: Neil Adams, Cyril Burke, Alan Cameron, Brian Cox, James Cross, McLaurin Hughes, Brian Johnson, Garth Jones, Tony Miller, James Phipps, Nicholas Shehadie, John Solomon , Edgar Stapleton, John Thornett, Richard Tooth

| 3. September 1955 | Neuseeland                                           | 8 : 0   | Australien | Carisbrook, Dunedin Zuschauer: 25.300 Schiedsrichter: Eric Tindill (Neuseeland) |
| 3. September 1955 | Versuche: Jarden Erhöhungen: Jarden Dropgoals: Elsom | Bericht |            | Carisbrook, Dunedin Zuschauer: 25.300 Schiedsrichter: Eric Tindill (Neuseeland) |

Aufstellungen:
- Neuseeland: Robin Archer, Bill Clark, Ian Clarke , Keith Davis, Bob Duff, Allan Elsom, Bill Gray, Ronald Hemi, Peter Hilton-Jones, Mark Irwin, Ron Jarden, Thomas Katene, Ivan Vodanovich, Pat Walsh, Richard White
- Australien: Cyril Burke, Alan Cameron , James Cross, Gordon Davis, McLaurin Hughes, Brian Johnson, Garth Jones, Tony Miller, Roderick Phelps, James Phipps, Nicholas Shehadie, Edgar Stapleton, Donald Strachan, John Thornett, Richard Tooth

| 17. September 1955 | Neuseeland       | 3 : 8         | Australien                                       | Eden Park, Auckland Zuschauer: 31.000 Schiedsrichter: Birnie Wolstenholme (Neuseeland) |
| 17. September 1955 | Versuche: Jarden | (0:8) Bericht | Versuche: Hughes Stapleton Erhöhungen: Stapleton | Eden Park, Auckland Zuschauer: 31.000 Schiedsrichter: Birnie Wolstenholme (Neuseeland) |

Aufstellungen:
- Neuseeland: Ross Brown, John Buxton, Ian Clarke , Bob Duff, Allan Elsom, Bill Gray, Ronald Hemi, Stan Hill, John Hotop, Ron Jarden, Lindsay Townsend, Ivan Vodanovich, Pat Walsh, Hallard White, Richard White
- Australien: Cyril Burke, Alan Cameron , James Cross, Keith Cross, Gordon Davis, McLaurin Hughes, Garth Jones, Tony Miller, Roderick Phelps, James Phipps, Nicholas Shehadie, Edgar Stapleton, Donald Strachan, John Thornett, Richard Tooth